# Iota
|  | No s'ha de confondre amb Yota. |

La iota és la novena lletra de l'alfabet grec. En majúscula: Ι; en minúscula: ι. Té un valor numèric de 10. Prové de la iod hebrea i van derivar-ne la i i la j llatines.
En grec modern es pronuncia [i] (o [j] si és àtona seguida de vocal, o [ç] rere consonant sorda en aquest mateix cas). Exemples: μια (['mja], 'una'), πιο (['pço], 'més').